# Dropkick Murphys
Dropkick Murphys er et keltisk punk-band formet i de Irsk-katolske arbejderklasseområder i det sydlige Boston, Massachusetts. Musikken er en blanding af punk rock, oi!, irsk folkemusik, rock og hardcore punk. Blandt inspiratorerne regner man bands som Stiff Little Fingers, The Pogues og The Clash. Deres navn er taget fra et afvænningscenter.

## Historie
Dropkick Murphys blev skabt i 1996 af forsangeren Mike McColgan, bassisten Ken Casey og guitaristen Rick Barton. Efter at en længere række trommeslagere havde været prøvet valgte bandet i 1997 at holde fast i Matt Kelly. Bandet udgav en række EP'er, og fik kontrakt på et fuldlængde-album hos Hellcat Records, resultatet blev Do or die, der udkom i 1997. Kort efter albummet udkom forlod forsangeren McColgan bandet, ifølge ham selv fordi han var ude af stand til at turnere. Han blev erstattet af Al Barr, den tidligere forsanger i The Bruisers. I 1999 udgav de deres andet album The Gang's All Here, og derefter forlod deres producer Lars Frederiksen (forsangeren i Rancid) ensemblet, og Barton forlod bandet efter at være blevet gift. James Lynch fra det lokale band Ducky Boys blev hans opfølger. Bandet blev udvidet med Marc Orrell som andenguitarist, sækkepibespilleren Spicy McHaggis og Ryan Foltz på mandolin og tinfløjte.
I 2001 udgav Dropkick Murphys albummet Sing Loud Sing Proud!. Albummet illustrerede deres nye lyd, og blandt andet det tidligere Pogues-medlem Shane MacGowan medvirkede på albummet. Deres næste album med titlen Blackout blev udgivet i 2003. Før albummet blev udgivet forlod McHaggis bandet for at blive gift, og Folz forlod bandet kort derefter. James "Scruffy" Wallace overtog på sækkepiben, Tim Brennan erstattede på mandolin og tinfløjte, og tilføjede en akustisk guitar i bandets instrumentliste. Deres nye album inkluderede hittet "Walk Away".
I 2005 udgav Dropkick Murphys "Singles Collection Volume 2", hvor de inkluderede covernumre, b-sider fra deres singler og andet materiale, der ikke kom med på de tidligere albums. Deres femte og seneste studiealbum er The Warrior's Code, også udgivet i 2005. Efter den efterfølgende turné har Dropkick Murphys meldt ud, at de tager en turnépause. I 2007 udkom gruppens sjette studiealbum, "The Meanest of Times".
Bandets nummer "Shipping up to Boston", fra albummet "The Warrior's Code" (2005), er også at finde på soundtracket til Martin Scorsese-filmen The Departed og i den engelske TV-serie Shameless i scenen, hvor Mandy Maguire begraves. Deres "The State Of Massachusetts" bliver brugt som tema-musik til Johnny Knoxvilles "Nitro Circus".

## Medlemmer

### Nuveærende medlemmer
- Ken Casey – bas, forsanger (1996–nu)
- Matt Kelly – trommer, bodhran, baggrundsvokal (1997–nu)
- Al Barr – forsanger (1998–nu)
- James Lynch – guitar, baggrundsvokal (2000–nu)
- Tim Brennan – harmonika, mandolin, bouzouki, keyboard, klaver, tinwhistle, baggrundsvokal (2003–nu), lead guitar (2008–nu)
- Jeff DaRosa – banjo, mandolin, bouzouki, guitar, keyboard, klaver, mundharmonika, tinwhistle, baggrundsvokal (2008–nu)

### Nuværende tourmedlemmer
- Lee Forshner – sækkepibe (2014–nu)
- Kevin Rheault – guitar (2017), bas (2018–nu)

### Tidligere medlemmer
- Jeff Erna – trommer (1996–1997)
- Mike McColgan – forsanger (1996–1998)
- Rick Barton – guitar (1996–2000)
- Spicy McHaggis (Robbie Mederios) – sækkepibe (2000–2003)
- Ryan Foltz – mandolin, tinwhistle (2000–2003)
- Marc Orrell – guitar, harmonika, klaver (2000–2008)
- Scruffy Wallace – sækkepibe, tinwhistle (2003–2015)

### Tidligere tourmedlemmer
- Joe Delaney – sækkepibe (1998–2003)
- Mark Geanakakis - trommer (2016)
- Stephanie Dougherty – vokal (2005–2009, lejlighedsvise optrædener siden)

## Diskografi
- Do or Die (1998)
- The Gang's All Here (1999)
- Sing Loud, Sing Proud! (2001)
- Blackout (2003)
- The Warrior's Code (2005)
- The Meanest of Times (2007)
- Going Out in Style (2011)
- Signed and Sealed in Blood (2013)
- 11 Short Stories of Pain & Glory (2017)
- Turn Up That Dial (2021)
- This Machine Still Kills Fascists (2022)